# Marc Bressant
Marc Bressant, född 1938, bosatt i Paris, är en fransk författare.
Marc Bressant är pseudonym för Patrick Imhaus, tidigare diplomat (däribland ambassadör i Sverige 1998-2003) och chef för den internationella franskspråkiga kanalen TV5 Monde 1990-1995. Bressants första roman i svensk översättning, Den sista konferensen (La Dernière Conférence), belönades 2008 med Franska akademiens stora romanpris. 1993 tilldelades Bressant Jean Giono-priset för romanen L’Anniversaire. 
I Sverige ges Marc Bressant ut av Elisabeth Grate Bokförlag.